# قيس بن الهيثم السلمي
قيس بن الهيثم بن الصلت السلمي  هو أول الولاة العرب على خراسان حيث كانت ولايته( 42هـ - 43هـ )
بعثة عبد الله بن عامر والي البصرة واليا على خراسان سنة ( 42هـ ) وتولاها قيس سنتين  .
وكانت خراسان تتبع للبصرة بتلك الفترة قبل أن يتم توحيد الكوفة والبصرة تحت ولاية الحجاج بن يوسف
وبعد أن ولى ابن عامر قيس بن الهيثم السلمي على خراسان كان أهل باذغيس وهراة وبوشنج قد نكثوا فسار إلى بلخ وسألوه أهلها الصلح ومراجعة الطاعة فصالحهم قيس . 
عزل قيس بن الهيثم سنة ( 43هـ )وولي بدلا عنه ابن عمه عبد الله بن خازم السلمي .
وقيس بن الهيثم بن الصلت ولي البصرة وخراسان، فأما البصرة فاستخلفه عليها الحارث بن أبي ربيعة المخزومي أيام ابن الزبير، وأما خراسان فولاه إياها ابن عامر. وكان قيس يكنى أبا كثير .
وكان والده الهيثم بن الصلت أتى النبي ، ودعا قومه إلى الإسلام حتى أسلموا، فبني سليم تقول هذا هو أعظم الناس علينا منةً، وكان يكنى أبا بشر .
كان  قيس بن الهيثم، والي البصرة في أيام ابن عبد الله بن الزبير . وكان ممن قاتل مالك بن مسمع مع الزبيرية يوم الجفرة، وهو على فرس له محجل وقد استأجر قوماً يقاتلون معه، فكانوا يرتجزون :
لساء ما تحكم يا حلاحل .....
النقد دينٌ والطّعان عاجل
..... وأنت بالمال ضنيننٌ باخل
وكان قيس بن الهيثم رأس أهل العالية والقيسية في البصرة ، وكان له ابن يقال له كثير فهلك ، وله ابن فأخذ قيس ميراثه، فاستعدى عليه الحجاج فأمره أن يدفع إليه ميراثه، فقال: ليس بمأمون عليه فأمر به فقنع ثلاثين سوطاً وهو قاعد، وهو يقول: أنا ابن أبي قيس، وقال:
ليس بتعزيز الأمير خزايةً ... عليّ إذا ما كنت غير مريب
فبلغ الخبر من الشام من قيس فغضبوا، وكلموا عبد الملك بن مروان، فكتب إلى الحجاج بن يوسف الثقفي : إما أن تحسن جواره وإما أن تأذن له، فأتى الشام .
ولقي الجحاف بن حكيم السلمي الحجاج بن يوسف بمكة فقال: أما والله إني لو كنت بلغت من قيس تلك لأملت الخيل على الطائف فلم أدع بها محتلماً .
| سبقه لاأحد | ولاة خراسان | تبعه اسلم بن زرعة الكلابي |